# Lensia subtilis
Lensia subtilis är en nässeldjursart som först beskrevs av Chun 1886.  Lensia subtilis ingår i släktet Lensia och familjen Diphyidae. Inga underarter finns listade i Catalogue of Life.